# Гусєв Володимир Олексійович
Володи́мир Олексі́йович Гу́сєв (23 липня 1927, Сталіно, Сталінська округа, Українська РСР, СРСР — 1 липня 2014, Київ, Україна) — український радянський державний діяч, голова виконавчого комітету Київської міськради депутатів трудящих у 1968–1979 роках, почесний громадянин міста Києва. Депутат Верховної Ради УРСР 8-9-го скликань. Кандидат у члени ЦК КПУ в 1971–1976 роках. Член ЦК КПУ в 1976–1981 роках.

## Біографія
Народився 23 липня 1927 року в місті Сталіно в родині службовця. 
У 1951 році закінчив Київський інженерно-будівельний інститут.
Член ВКП(б) з 1950 року.
У 1951 році почав працювати інженером територіального управління державних матеріальних резервів у місті Сталіно. У 1951–1952 роках — виконроб, старший виконроб, начальник будівельної дільниці «Дніпробуду» на будівництві Каховської ГЕС.
У 1952–1953 роках — 2-й секретар, у 1953–1957 роках — 1-й секретар Херсонського обласного комітету ЛКСМУ.
З 1957 року — заступник голови виконавчого комітету Херсонської обласної ради депутатів трудящих, керуючий будівельним трестом «Херсонбуд», заступник завідувача відділу Херсонського обласного комітету КПУ.
1960 року закінчив Вищу партійну школу при ЦК КПРС.
У 1961–1963 роках — керуючий будівельним трестом «Київміськбуд-5», головний інженер — 1-й заступник начальника Головкиївміськбуду.
У січні 1963 — серпні 1968 року — заступник голови Київського міськвиконкому — начальник Головкиївміськбуду. Навчався в заочній аспірантурі Київського інженерно-будівельного інституту, аспірантури не закінчив. 
З серпня 1968 до листопада 1979 року — голова Київського міськвиконкому. Завдяки його діяльності в Києві з'явилися нові станції метро, місто значно розширило свої межі.
У жовтні 1979 — 1986 році — заступник міністра промислового будівництва Української РСР — начальник Головного управління промислових підприємств Міністерства промислового будівництва УРСР.
У 1986–1988 роках — радянський радник-консультант міністра будівництва Республіки Куба.
У січні — листопаді 1989 року — заступник міністра будівництва Української РСР.
Потім — на пенсії в місті Києві. З 1990 року — голова виконавчого комітету Спілки будівельних кооперативів Української РСР.

## Нагороди і звання
- орден «За заслуги» ІІІ ступеня (22.07.1997)
- орден Жовтневої Революції
- два ордени Трудового Червоного Прапора
- два ордени «Знак Пошани»
- орден Дружби народів
- Почесний громадянин міста Києва
- Почсний академік Академії будівництва України